# Río Komoé
El río Komoé (o Comoé) es un largo río de África occidental que fluye a través de Burkina Faso y Costa de Marfil y desemboca en el golfo de Guinea. Tiene una longitud de 1160 km y drena una cuenca de 72 000 km².

## Geografía
El río Comoé nace en el sudoeste de Burkina Faso, en el departamento de Koloko, al norte de Banfora. En su parte alta, se encuentra represado en el embalse de Moussodougou, que junto a los embalses de Lobi y Toussiana, en sendos afluentes por la izquierda, abastece las plantaciones de caña de azúcar y arroz de Karfiguéla. Tras cruzar Banfora, discurre hacia el sur, recibe al río Sinlo por la izquierda y alcanza la frontera con Costa de Marfil, donde se une al río Léraba, que forma la frontera natural entre Burkina Faso y Costa de Marfil. Sigue formando frontera hacia el este, hasta que, cerca de Ferké, se adentra en este último país. Cruza luego Costa de Marfil de norte a sur, y desemboca en el extremo oriental del sistema de la laguna Ebrie, a unos sesenta kilómetros al este de Abiyán, y, finalmente, en el golfo de Guinea.
Dio su nombre a la provincia de Comoé, una de las 45 provincias de Burkina Faso situada en la región de las Cascades.
El Comoé drena la mayor parte del noreste de Costa de Marfil, un área cubierta principalmente por sabanas. El río está rodeado por bosques de galería en la mayor parte de su longitud, y es un hábitat privilegiado para la fauna y también una fuente de agua para la agricultura.
Una parte del curso medio del río en el norte de Costa de Marfil. un tramo de más de 200 km, es el origen de una gran riqueza vegetal lo que llevó a su declaración como Parque nacional del Comoé, uno de los mayores de África, con 11 493 km², y a la designación por la UNESCO en 1983 como Reserva de la Biosfera. En 2008, a causa de la caza furtiva, la sobreexplotación ganadera y la falta de mantenimiento está en la Lista del Patrimonio de la Humanidad en peligro.
En las zonas de Costa de Marfil donde el valle se ensancha, la presencia de llanuras de inundación ha llevado al desarrollo del cultivo del arroz.

## Principales afluentes
- El río Lobi, por la izquierda, con el embalse de Bodadiogou.
- El río Yannon, por la izquierda, con el embalse de Toussiana. Este río nace cerca de Peni y desemboca en el Komoé al norte de Banfora, bordeando por el sur las plantaciones de caña de azúcar de Karfiguela.  En ocasiones, es confundido con el río Komoé.[4]
- El río Sinlo, por la izquierda, todavía en Burkina Faso.
- El Léraba occidental, por la margen derecha, cuyo curso constituye en gran parte la frontera natural entre Burkina Faso y Costa de Marfi;
- El río Iringou, por la margen izquierda, proveniente de Burkina Faso;
- El río Bayakokoré, por la margen izquierda, proveniente de la región costamarfileña de Bondoukou (Región de Zanzan).

## Hidrometría
El caudal del río se ha observado desde hace 15 años (1980-94) en Agniassué, una ciudad de Costa de Marfil situada a unos 25 km al oeste-suroeste de la ciudad de Abengourou y a 278 km de la desembocadura del río en el océano. En Agniassué, el caudal medio anual o módulo observado durante ese período fue de 106 m³/s para un área de estudio de 70.112 km², aproximadamente el 85% de toda la cuenca del río.
La lámina de agua de escorrentía en la cuenca llega hasta 48 milímetros por año, lo que debe considerarse como pobre. Curso de sabana ante todo, el Comoé es un río de escaso caudal y muy irregular. La tasa media mensual registrado en marzo (estiaje mínimo) es de 1,3 m³/s, más de 350 veces menor que el caudal medio en septiembre (467 m³/s), lo que refleja significativamente su muy irregular temporada. En el período de observación de 15 años, el flujo mínimo mensual fue de 0,2 m³/s (200 litros), mientras que el flujo mensual máxima fue de 1.020 m³/s.
Caudal mensual medio del río Comoé medido en la estación hidrométrica de Agniassué
(en m³/s y calculado para un periodo de más de 15 años, 1980-94)